# 田中神社 (上富田町)
田中神社（たなかじんじゃ）は、和歌山県西牟婁郡上富田町岡にある神社。旧社格は無格社。

## 祭神
主祭神
- 弁財天

## 歴史
創建時代は不詳であるが、現社地より6km先にある岡川八幡神社より大水のよって森全体が流れ着いたことが由来とされている。大正時代に入り、神社合祀運動により近隣の八上神社と合祀されたが、南方熊楠が『日本及日本人』で田中神社の景観を賞賛し、神社林の保全を提案したことことから保全が続き戦後になって復社された。

## 境内
境内は8アールと小さな森で、森全体が藤で覆われている。南方熊楠が神社林の保全を提案したことで知られており、1956年（昭和31年）に森全体が県指定の天然記念物第１号として指定されている。神社にある藤について熊楠は現地の地名から「オカフジ」と呼ぶことを提案している。

## 現地情報
所在地
- 和歌山県西牟婁郡上富田町岡402

交通アクセス
- 最寄バス停：JR紀伊田辺駅下車後、車で約20分